# لاریس رینیکس
لاریس رینیکس (به انگلیسی: Lauris Reiniks) (زاده ۱۱ ژوئیه ۱۹۷۹) خواننده، ترانه‌سرا، بازیگر، مجری اهل لتونی است.
او نماینده لتونی در مسابقه آواز یوروویژن ۲۰۰۳ بود.